# Поллио, Гаэтано
Гаэтано Поллио (итал. Gaetano Pollio, 30 декабря 1911 год, Мета, Италия — 13 марта 1991 год, Салерно, Италия) — католический архиепископ, итальянский миссионер, ординарий архиепархии Кайфэна, член Парижского общества заграничных миссий.

## Биография
22 сентября 1934 года был рукоположён в священника. В 1935 году он отправился на миссию в Китай в провинцию Хэнань. После мученической смерти местного епископа Джузеппе Таккони он стал управлять католической миссией, которая во время II Мировой войны находилась на оккупированной Японией территории.
12 декабря 1946 года Святой Престол назначил его архиепископом Кайфэна. 13 апреля 1947 года он был рукоположён в епископа.
В 1948 году он был арестован ворвавшимися в Кайфэн китайскими коммунистами и заключён в тюрьму, где он пробыл до осени 1951 года. В ноябре 1951 года Гаэтано Поллио вернулся в Италию.
8 сентября 1960 года Святой Престол назначил его архиепископом Отранто. 5 февраля 1969 года он был назначен архиепископом Салерно.
20 октября 1984 года ушёл в отставку по причине тяжёлой болезни.
Умер 13 марта 1991 года.